# Anton von Kalkstein
Anton Bonaventura Maria von Kalkstein (* 14. Juli 1839 in Pluskowesy, Kreis Thorn; † 4. September 1918 in San Sebastian) war Rittergutsbesitzer und Mitglied des Deutschen Reichstags.

## Leben
Anton von Kalkstein stammte aus der ermländischen uradligen Familie von Kalckstein (Kalkstein). Er besuchte das Königliche Gymnasium Kulm und studierte an den Universitäten in Krakau und Berlin. Anschließend verwaltete er sein Rittergut in Pluskowesy bei Kulmsee im Kreis Thorn.
Von 1878 bis 1890 war er Mitglied des Deutschen Reichstags für den Reichstagswahlkreis Regierungsbezirk Danzig 4 (Neustadt, Karthaus) und die Polnische Fraktion. Er wurde 1878 erstmals in einer Nachwahl für den verstorbenen Abgeordneten Sigismund von Dzialowski in den Reichstag gewählt.
Am 24. September 1867 heiratete er in Altmark Antonia Gräfin von Boguslawice-Sierakowska (* 17. September 1847 Waplitz).